# تی‌ار
تی‌اِر (دانمارکی: DR؛ ‏تلفظ [ˈte̝ˀˌɛɐ̯]) با نام رسمی انگلیسی بنگاه پخش دانمارک (انگلیسی: Danish Broadcasting Corporation) شرکت خدمات عمومی پخش رادیو و تلویزیون در دانمارک است. این شرکت که در سال ۱۹۲۵ به عنوان یک سازمان خدمات عمومی تأسیس شد، قدیمی‌ترین و بزرگ‌ترین شرکت رسانه‌ای دانمارک است. تی‌اِر یکی از اعضای مؤسس اتحادیه پخش برنامه‌های اروپایی است.
امروزه تی‌اِر دارای ۳ شبکهٔ تلویزیونی همگانی (مجانی) و ۷ شبکهٔ رادیویی است که هم به‌صورت پخش رادیویی دیجیتال و هم اینترنتی (برخط) در دسترس است که چهار شبکه آن پخش رادیویی اف‌ام است.